# Edition Fabrik Transit
Die Edition Fabrik Transit (Eigenschreibweise: Edition fabrik.transit) ist ein Independent-Verlag mit Sitz in Wien.

## Geschichte und Programm
Gegründet wurde die Edition Fabrik Transit 2014 von Juliane Adler und Eleonore Weber. Sie versteht sich selbst als Plattform für Autoren und Künstler zur Veröffentlichung von deren Werken. Laut Eigenaussage soll dabei ein möglichst breites Spektrum an Themen und Formen abgebildet werden. Das Programm des Verlags umfasst entsprechend neben Einzelpublikationen von Prosa und Lyrik auch Bildbände, Fotobücher und Comics.
Zu den Autoren der Edition Fabrik Transit zählen u. a. Elisa Asenbaum, Ines Birkhan, Isabella Breier, Thomas Havlik, Regina Hilber, Brigitte Menne, Andreas Pavlic, John Sauter, Stefan Schmitzer, Susanne Toth und Martin Winter.
Der Verlag ist als gemeinnütziger Verein organisiert und hat seinen Sitz in Wien.